# Musculus flexor carpi radialis
Der Musculus flexor carpi radialis (lateinisch für „speichenseitiger Handbeuger“) ist ein Skelettmuskel und gehört zu den Beugern der oberflächlichen Schicht am Unterarm. Speichenseitig (radial) seiner Ansatzsehne kann man den Puls der Arteria radialis über dem Handgelenk tasten („Radialispulsgrube“). Der Muskel entspringt von einem Vorsprung des Oberarmknochens (Epicondylus medialis humeri) und setzt hauptsächlich an der Basis des 2. Mittelhandknochens (Os metacarpale secundum) an, weniger des 3.
Die Sehne des Muskels verläuft am Handgelenk durch eine eigene kurze Sehnenscheide bedeckt vom Retinaculum flexorum in der Furche des großen Vieleckbeins (Os trapezium); eine bindegewebige Scheidewand trennt sie vom eigentlichen Karpalkanal.

## Funktion

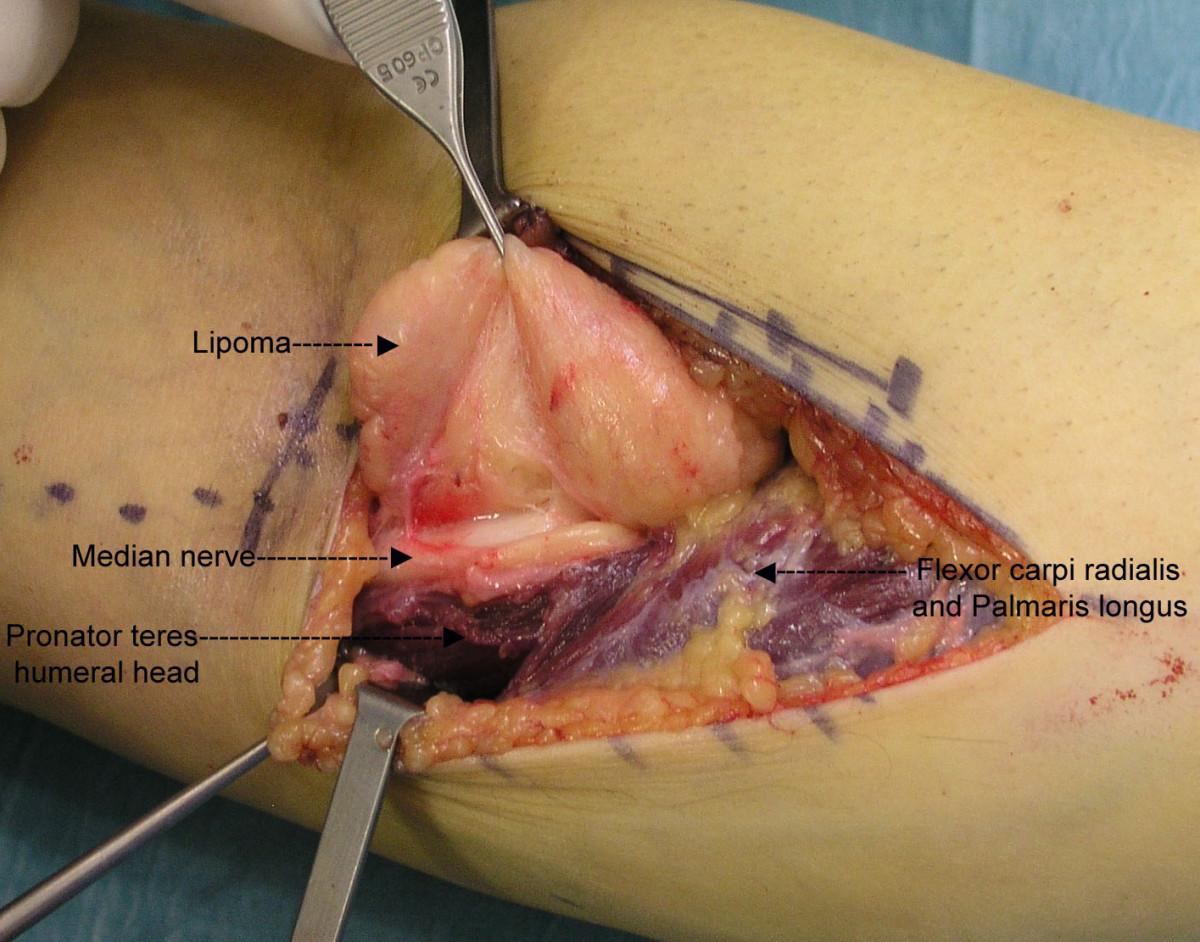
Der Musculus flexor carpi radialis und der Musculus palmaris longus – beide rechts im Bild – während der Resektion eines Lipoms im Bereich des Unterarms.

Der Musculus flexor carpi radialis beugt die Hand im Handgelenk und bewirkt zudem deren speichenseitige Abduktion (Radialabduktion), das heißt das seitwärtige Abknicken der Hand in Richtung Daumen.